# 泓淋科技
泓淋科技集團有限公司，簡稱泓淋科技集團，以及泓淋科技（英語：HL TECHNOLOGY GROUP LIMITED，港交所：1087），在1997年，由遲少林（董事長及首席執行官），於山東威海（總部）成立「威海市泓淋电子有限公司」。
業務在中國和全球經營生產和銷售组件、电源线组件、天线、高频数据线缆、特种电缆、汽车线束及无线传输设备。
股份在2010年11月16日於港交所主板上市。招股價為3.7港元，全球發售為1.8億股，集資額為7億港元。

## 連結
- hong-lin.com.cn （页面存档备份，存于）